# Amy Brenneman
Amy Frederica Brenneman, född 22 juni 1964 i New London i Connecticut, är en amerikansk skådespelare. 
Hon är bland annat känd för roller i flera TV-serier: kriminalpolisen Janice Licalsi i första säsongen av På spaning i New York och familjerättsdomaren Amy Gray i Vem dömer Amy? (som Brenneman är medskapare till); Brenneman har erhållit fem Primetime Emmy Award-nomineringar för dessa roller.

## Filmografi i urval
- 1992 – Mord och inga visor (TV-serie) (1 avsnitt)
- 1993–1994 – På spaning i New York (TV-serie) (18 avsnitt)
- 1995 – Casper
- 1995 – Heat
- 1996 – Fear
- 1996 – Daylight
- 1997 – Gatans lag
- 1998–1999 – Frasier (TV-serie) (4 avsnitt)
- 1998 – Änglarnas stad (okrediterad)
- 1999–2005 – Vem dömer Amy? (TV-serie) (138 avsnitt)
- 2000 – Things You Can Tell Just by Looking at Her
- 2007 – 88 Minutes
- 2007 – Grey's Anatomy (TV-serie) (1 avsnitt)
- 2007 – Jane Austen Book Club
- 2007–2013 – Private Practice (TV-serie) (111 avsnitt)
- 2008 – 88 Minutes
- 2011 – Robot Chicken (TV-serie) (röstroll, 1 avsnitt)
- 2014–2015 – Reign (TV-serie) (3 avsnitt)
- 2014–2017 – The Leftovers (TV-serie) (28 avsnitt)
- 2017 – Veep (TV-serie) (1 avsnitt)
- 2018 – Jane the Virgin (TV-serie) (1 avsnitt)
- 2019 – Goliath (TV-serie) (8 avsnitt)